# Tobalinilla
Tobalinilla es una localidad del municipio burgalés de Valle de Tobalina, en la Comunidad Autónoma de Castilla y León (España). 
La iglesia está dedicada a La Asunción de Nuestra Señora.

## Localidades limítrofes
Confina con las siguientes localidades:
- Al suroeste con Orbañanos.
- Al noroeste con San Martín de Don.

## Demografía
Evolución de la población
| Gráfica de evolución demográfica de Tobalinilla entre 2000 y 2017  |
|                                                                    |
| Población de derecho (2000-2017) según el padrón municipal del INE |

## Historia
Así se describe a Tobalinilla en el tomo XIV del Diccionario geográfico-estadístico-histórico de España y sus posesiones de Ultramar, obra impulsada por Pascual Madoz a mediados del siglo XIX:

Villa en la provincia, audiencia territorial, capitanía general y diócesis de Burgos (13 ½ leguas), partido judicial de Villarcayo (6 ½), ayuntamiento del valle de Tovalina. Situada a la falda de una montaña, cerca del Ebro, con buena ventilación y clima frío, pero sano. Tiene siete casas, y una iglesia parroquial (Santa María) servida por un cura párroco. El término confina N la ribera del Ebro; E Villanueva Soportilla; S Pancorbo, y O Orbañanos. El terreno es de mediana calidad; la parte montuosa está poblada de encinas; le fertiliza el río mencionado, y le cruzan varios caminos locales. Producciones: cereales, legumbres y frutas; cría ganado lanar y cabrío, y caza mayor. Población: 6 vecinos, 23 almas. Capital productivo: 113.100 reales. Imponible: 11.758.
Diccionario geográfico-estadístico-histórico de España y sus posesiones de Ultramar